# Jessikka Aro
Jessikka Aro, née en 1980, est une journaliste finlandaise travaillant pour la radio-télévision publique Yle. En septembre 2014, elle commence à enquêter sur les trolls pro-russes sur Internet, mais elle est, elle-même, victime de leurs activités,. Menacée de mort, ce harcèlement conduit à la condamnation de trois personnes, en octobre 2018. En 2019, elle est informée qu'elle va recevoir le prix international de la femme de courage, mais celui-ci est annulé, juste avant la cérémonie, en raison de ses critiques envers Donald Trump.

## Trolls russes
Jessikka Aro voit dans les actions des trolls en relation avec le Kremlin « une menace pour la liberté d'expression du peuple finlandais », affirmant à la Deutsche Welle (DW) qu'elle « était vraiment étonnée d'apprendre que c'est [un sujet] assez important, très important en fait ».
Après un déplacement à Saint-Pétersbourg, pour enquêter sur l'Internet Research Agency, où elle interviewe des employés de l’usine à trolls qui créent de faux comptes en ligne et produisent de fausses histoires, elle se heurte à une vive réaction des trolls pro-russes,,. Elle décrit des messages injurieux, un appel téléphonique d'un numéro ukrainien avec le bruit d'un coup de pistolet à l'autre bout, ainsi qu'un texto sur son téléphone cellulaire prétendant provenir de son père, qui était mort 20 ans auparavant, indiquant qu'il la surveillait. Les sites web nationalistes russes l'ont décrite comme travaillant pour les agences de sécurité de l'Occident. Johan Bäckman (en), qui a fait de fausses déclarations sur son aide aux services de sécurité estoniens et américains, a été l'un de ses critiques virulents,. Jessikka Aro a déclaré au magazine Foreign Policy : « Le but de ces campagnes est de discréditer les voix qui critiquent la Russie en Finlande ». Sa série d'articles lui a valu le Prix Bonnier de journalisme (en), en mars 2016. 
Des responsables de l'Union européenne ont déclaré au Sydney Morning Herald qu'il s'agissait d'une escalade dans la « guerre de l'information » russe contre l'Occident. En 2016, Jessikka Aro publie un article dans le journal du Parti populaire européen, décrivant le harcèlement « brutal » qu'elle attribue aux trolls russes. Ce comportement comprend le doxing, comme le fait de révéler sa condamnation pour possession de drogue, à l'âge de 20 ans, qui s'est transformée en une fausse affirmation selon laquelle elle serait une « négociante de drogue de l'OTAN »,.

## Prix international de la femme de courage 2019
Jessikka Aro a déclaré au magazine américain Foreign Policy que le département d'État des États-Unis l'avait informée, en janvier 2019, qu'elle serait l'une des lauréates du Prix international de la femme de courage de 2019. Cette notification, qualifiée d'« erreur regrettable » par un représentant du département d'État, a été annulée peu avant la cérémonie de remise du prix. Selon Mme Aro et des responsables américains, qui connaissent bien les délibérations internes, le prix a été annulé après que des responsables américains eurent examiné les messages d'Aro sur les médias sociaux et découvert qu'elle avait critiqué le président Donald Trump. Un porte-parole du département d'État américain n'a pas répondu aux questions sur l'identité du décideur ou sur les motifs de la décision. Le prix correspondant a été remis à la Sri Lankaise Marini de Livera. Un éditorial du Washington Post a commenté : « Mme Aro méritait le prix. Elle devrait garder la tête haute pour son courage, contrairement à ceux qui lui ont refusé cet honneur ». La Commission sénatoriale des relations extérieures des États-Unis a demandé une enquête du Bureau de l'Inspecteur général du Département d'État (en).